# John A. Costello
John Aloysius Costello (en irlandés, Seán Alabhaois Mac Coisdealbha 20 de junio de 1891 – 5 de enero de 1976) abogado y político irlandés del partido Fine Gael. Fue uno de los principales asesores legales del gobierno del Estado Libre Irlandés tras alcanzar ésta la independencia en 1922, procurador general de Irlanda de 1926 a 1932 y finalmente Taoiseach (jefe de Gobierno) en dos mandatos, desde 1948 a 1951 y desde 1954 a 1957.

## Carrera política
Como abogado, se incorporó a la Procuraduría General durante el proceso de formación del Estado Libre Irlandés en 1922. Se convertiría en procurador general en 1926. Representó a Irlanda en diversas instancias internacionales, incluidas las conferencias de la Sociedad de Naciones. En 1933 fue elegido miembro del Dáil (cámara baja). Tras las elecciones de 1948, logró formar un gobierno de coalición que reunía a todas las fuerzas que opuestas a Fianna Fáil y a su líder Éamon de Valera, a los que culpaban de las dificultades económicas de la posguerra. El gobierno de Costello proclamó la República de Irlanda en 1949, en un último paso hacia la separación completa del Reino Unido tras la creación del Estado Libre de Irlanda en 1922 y la redenominación como Irlanda en 1937. 
Fue propulsor de medidas de política familiar que incluían asistencia gratuita a madres e hijos hasta los 16 años, lo que provocó la oposición de los médicos y la Iglesia católica, que temía que se introdujeran medidas de control de la natalidad y favorecedoras del aborto. Bajo su gobierno, Irlanda se unió a la Organización Europea para la Cooperación Económica (en 1948) y el Consejo de Europa (1949), pero no a la OTAN. Fue derrotado en 1951, pero volvió al poder en 1954. En ese segundo mandato su gobierno llevó a cabo con éxito la inclusión de Irlanda en la Organización de Naciones Unidas. Las opiniones encontradas dentro de la coalición que dirigía acerca del IRA condujeron a la presentación de una moción de censura por uno de los propios partidos en el gobierno (Clann na Poblachta) y por el opositor Fianna Fáil. El primer ministro antes de enfrentarse a las mismas, decretó la disolución del Oireachtas (parlamento). En las subsiguientes elecciones, Fianna Fáil regresó al poder.
| Predecesor: Éamon de Valera | Taoiseach 1948 - 1951 1954 - 1957 | Sucesor: Éamon de Valera |